# Камышевка (приток Исети)
Камы́шевка — река в России, протекает в Шатровском районе Курганской области. Устье реки находится в 164 км по левому берегу реки Исеть, около села Камышевка. Длина реки составляет 12 км.

## Данные водного реестра
По данным государственного водного реестра России относится к Иртышскому бассейновому округу, водохозяйственный участок реки — Исеть от впадения реки Теча и до устья, без реки Миасс, речной подбассейн реки — Тобол. Речной бассейн реки — Иртыш.
Код объекта в государственном водном реестре — 14010501112111200003927.

## Населённые пункты
- с. Камышевка